# Ignazio Moncada (pittore)
Ignazio Moncada di Paternò (Palermo, 4 giugno 1932 – Milano, 7 ottobre 2012) è stato un artista e ceramista italiano.

## Biografia
Settimo figlio di Ugo Moncada, principe di Paternò e di Giovanna Lanza Branciforte dei principi di Trabia, soggiornò a Parigi, dove nel 1960 fece la sua prima mostra personale alla galleria Devray, poi a Bruxelles, Roma ed infine (dal 1973) a Milano., Nel 1978 ideò la scenografia del balletto Per Viola di Bruno Maderna, rappresentato al Teatro Politeama di Palermo. La vocazione a rendere la pittura una forma aperta, che entra in rapporto con spazi architettonici, ha ulteriori sviluppi con la disposizione di teli pittorici nella facciata inferiore del cortile interno del Palazzo del Senato di Milano nel 1984.
L'ideazione della Pont Art costituisce uno dei motivi di maggiore qualificazione dell'opera di Moncada, così definita dal critico d'arte Pierre Restany, ovvero «arte del ponteggio», dipingendo nel 1982 i teli dei ponteggi di ristrutturazione del Palazzo dei Portici Meridionali in Piazza Duomo poi un altro edificio di Gio Ponti in Largo Donegani nel 1984, a Madrid a Palazzo Abrantes sede dell'Istituto Italiano di cultura nel 1987 e ad Augusta in Germania nel 1992.
Raramente l'artista e il lavoratore hanno avuto la possibilità di questo tipo di coesistenza. 
Il fatto di dipingere dei grandi telai anonimi e di dare a queste superfici visive la dignità di un linguaggio culturale e umano è un grande passo in avanti a livello della comunicazione visiva in città. 
Generalmente i lavori in corso sono considerati dal cittadino come l'elemento penoso, come un elemento di sopportazione per la crescita della città, per la sua vita organica. Vediamo i lavori in corso di una città un po' come vediamo i nostri amici ammalati o come i moribondi in India. Ora, invece, questo polso operativo del cuore cittadino viene rinsaldato con un discorso nuovo, un discorso d'arte. Si può dipingere dappertutto e si può dipingere a proposito di tutto: ma il problema non risiede nel carattere estroso della scelta del supporto. 
Il problema di Moncada è, infatti, di rendere bella una cosa che, attraverso un certo circuito di complicità morali, etiche e socio-etiche, abbiamo deciso di ignorare o di considerare una parentesi nello studio delle arti visive. Moncada intende scindere questa ambiguità e dipingere proprio queste venature di un cantiere: si tratta quindi di prendere un impegno morale fondamentale. Rendere belli i momenti stravaganti di una città, che sono d’altronde i momenti più vivi, vuoi dire assumere un gesto di portata civile. L'estremo gesto di civiltà di Moncada forse non sarà evidente per tutti, perché abbiamo anche una contaminazione visiva dovuta all'abuso del linguaggio della pubblicità. Però è proprio lì, a livello della sensibilità cittadina, che si gioca la posta in gara. La pubblicità, anche quando tenta di adoperare linguaggi pittorici d'avanguardia, o cosiddetti astratti, svolge una funzione di discorso preordinato e prepotente. L'operato di Moncada non è prepotente. E non lo è perché fa dei quadri: anche se lavora in un cantiere, continua a fare quadri. Il Moncada che dipinge il cantiere di piazza Duomo è lo stesso Moncada che lavora nel suo studio: non è dunque cambiata la sua personalità....»
(Pierre Restany 1981)
Fu anche ceramista: nel 1979 realizzò a Gibellina Nuova, ricostruita a seguito del terremoto del Belice, un muro in ceramica policroma di cinque metri; sul lungomare di Albissola Marina installò un sedile in ceramica ingobbiata di 42 metri, che delimita a semicerchio una piazza; espose nel 2011 alla Triennale di Milano.
Il soffitto della biblioteca di Palazzo Branciforte è interamente stato decorato da lui su commissione della stessa Gae Aulenti che fu la progettista del restauro dell'edificio e della sua riconversione in museo e polo culturale.
Nel 2013 viene costituito dal figlio Ruggero l’Archivio Ignazio Moncada. per curare l’archiviazione, la ricerca e la conservazione delle opere di Ignazio Moncada

## Produzione artistica

### Opere giovanili - Sicilia (1953-1958)
Dopo le prime elaborazioni sulla figura e sul paesaggio subentra una più compiuta sintesi astratto-formale all'interno della quale è possibile riconoscere, nell'impostazione timbrica del colore e nella accentuata bidimensionali della sua stesura, un'attenzione per le soluzioni proposte nell'ambito del MAC (Movimento Arte Concreta).

### Esplorazioni geometriche e cromatiche - Parigi, Bruxelles e Roma (1958-1971)
Nella seconda metà degli anni sessanta Moncada si misura più apertamente con i linguaggi di una tradizione non-figurativa di ascendenza geometrizzante. Le sue elaborazioni non sono asservite al rigore di un vocabolario fondato su regole assolute, ma giocano con le possibilità di una geometria libera di determinare avvicinamenti, ingrandimenti, movimenti laterali. A un'iniziale configurazione di tono quasi pop seguono esplorazioni che di quell’epoca riportano le impronte di una fantasia “psichedelica”, per sviluppare una più accentuata dialettica fra costruzione e ritmo, fra armonia e disarmonia, fra geometria e movimento, come diversamente riconobbero scrivendo della sua opera, fra 1969 e 1972, Cesare Vivaldi, Enrico Crispolti, Angelo Maria Ripellino. Le forme-simbolo di tale relazione dialettica possono essere riconosciute nel cerchio e nelle componenti triangolari, che in diverso modo alludono al dinamismo interno dell’immagine, producendo una tensione al superamento del concetto di quadro che si configura in primo luogo in una riflessione sulla funzione dei suoi limiti fisici. La sagoma del cerchio ritorna in una serie di suoi lavori, esposti nelle mostre di Bruxelles (1969), Breslavia (1971) e soprattutto in quella della Galleria dell’Obelisco del gennaio 1971, che ottenne notevole interesse.

### Le trasparenze e i reperti di archeologie astratte - Roma, Calice Ligure e Milano (1971-1981)
L’aspirazione ad andare “oltre” la dimensione fisica del quadro, del colore, della forma conduce Moncada nella prima metà degli anni settanta ad alleggerire progressivamente il carattere della sua pittura e la qualità timbrica del colore. Questo senso della leggerezza si accentua ulteriormente negli attraversamenti in diverse direzioni ai quali Moncada sottopone la materia pittorica e l’idea stessa di quadro con le vere e proprie Trasparenze, la serie di lavori realizzata a metà degli anni settanta sovrapponendo stratificazioni di carta che assorbono e modificano il colore in un'ulteriore forma di negazione dei principi ottici, percettivi e formali. L’artista interpreta tale processo all’interno della esigenza di creare una nuova concezione della superficie pittorica e dei suoi equilibri interni: “La mia tendenza agli effetti di trasparenza mi ha portato, fin dall’inizio del mio lavoro, a sgeometrizzare le forme pittoriche, pur mantenendo un equilibrio geometrico. Lavorando sugli strati e sui materiali vari, sovrapponendo e cancellando, sono arrivato a queste ultime ‘archeologie astratte’ che sottolineano il valore del processo in cui (mediante il quale) il quadro si sviluppa. Sono nato in un paese che è un vero serbatoio archeologico e questo ha sicuramente la sua importanza. Ma questo non significa che le forme dei miei quadri possano essere ritrovate nelle rovine di Selinunte o di Alesia (I. Moncada, testo dattiloscritto senza data, relativo al ciclo delle Archeologie astratte, in V. Accame, Archeologie astratte di Ignazio Moncada, Shakespeare & co., Milano 1982, p. 8, con la variante “Segesta” anziché “Alesia”, da intendersi come un riferimento ad Alesa Arconidea - Halaesa, sito archeologico nei pressi di Tusa). Proseguendo la riflessione citata ad apertura della sezione precedente, Moncada riconosce la diretta filiazione, dal punto di vista della tecnica compositiva, delle Archeologie della seconda metà degli anni settanta dalle Trasparenze che immediatamente le precedono. Asciugando ulteriormente le tonalità cromatiche e organizzando la composizione in una sequenza quasi architettonica, in pianta o in alzato, l’artista sembra trovare una nuova radice compositiva nascosta, interiore e così dissepolta. Nel momento in cui i primi lavori di questo genere appaiono, ancora senza titolo, il poeta Valentino Zeichen sembra battezzarle come “archeologie” – “[…] Le tue tele circoscrivono / superfici archeologiche dell’istantaneo / vi scovano trasparenze / che danno sulle medesime. / Obiettivi geometrici ingrandiscono / velature che nascondono / prodigando una soglia metafisica […]” (V. Zeichen, in Ignazio Moncada, catalogo della mostra, Milano, Galleria Morone 6, marzo 1977). Nella stessa occasione Guido Armellini notava la corrispondenza delle nuove composizioni dell’artista con le scenografie recentemente realizzate per il balletto su musica di Bruno Maderna andato in scena in quello stesso mese di marzo al Teatro Politeama di Palermo.

### Alesa e i segni del vento e del tempo,  Danze,  Ballabili,  Le correnti e Le differenze - Milano (1981-1991)
A metà degli anni ottanta un’altra “conversione” del percorso dell’artista siciliano lo vede ravvivare progressivamente il senso e la sonorità del colore, animato internamente da una matrice attiva, gestuale, che trova assonanze, più che con la musica, con la danza. Ordine e disordine, colore e segno, trovano nuovi modi di sovrapporsi e riecheggiarsi. Ispirandosi ad analogie tra colori e ritmi, Moncada dà vita a composizioni che muovono dalla stratificazione iterativa di segni romboidali sfuggenti in diagonale, presenti ancora come impronte di superficie in alcuni dei primi lavori della serie, per generare nuove sovrapposizioni fra intensi colori di fondo, neri, rossi, blu, e tracce che sembrano divenire quelle dei passi di una danza sul posto. Come nelle Archeologie e in altri suoi lavori si può riscontrare l’incertezza sul verso di una spazialità fondata sulla circolarità e su un rincorrersi di segni vibranti.
Tale disseminazione del segno nello spazio si amplifica in una composizione che recupera quasi certi aspetti delle Improvvisazioni di Vasilij Kandinskij, indice di una libertà d’invenzione che segnala la volontà di rinnovamento continuo che guida Moncada nel procedere oltre le norme fondanti lo stesso susseguirsi della sua pittura in cicli o serie. Un’altra di queste, tra le più riconosciute e riconoscibili, è quella delle Correnti o delle Differenze – ampiamente rappresentate nella personale dell’artista del 1991 in Palazzo Chiaramonte (Lo Steri) a Palermo –, dove all’interno del senso di un movimento su più livelli si inseguono nette scansioni verticali e diagonali, quasi di ascendenza naturalistica. Nel decorativismo che le contraddistingue affiorano anche motivi di ispirazione nordafricana, in relazione forse con la frequentazione diretta dell’altro lato del Mediterraneo da parte dell’artista.